# Shuji Suma
Pour les articles homonymes, voir Suma.
Shuji Suma (須磨　周司, Suma Shūji), né en 1947 et mort en 1999, est un judoka japonais.
Il est champion du monde en catégorie des plus de 93 kg en 1969 à Mexico.